# Zbrojar

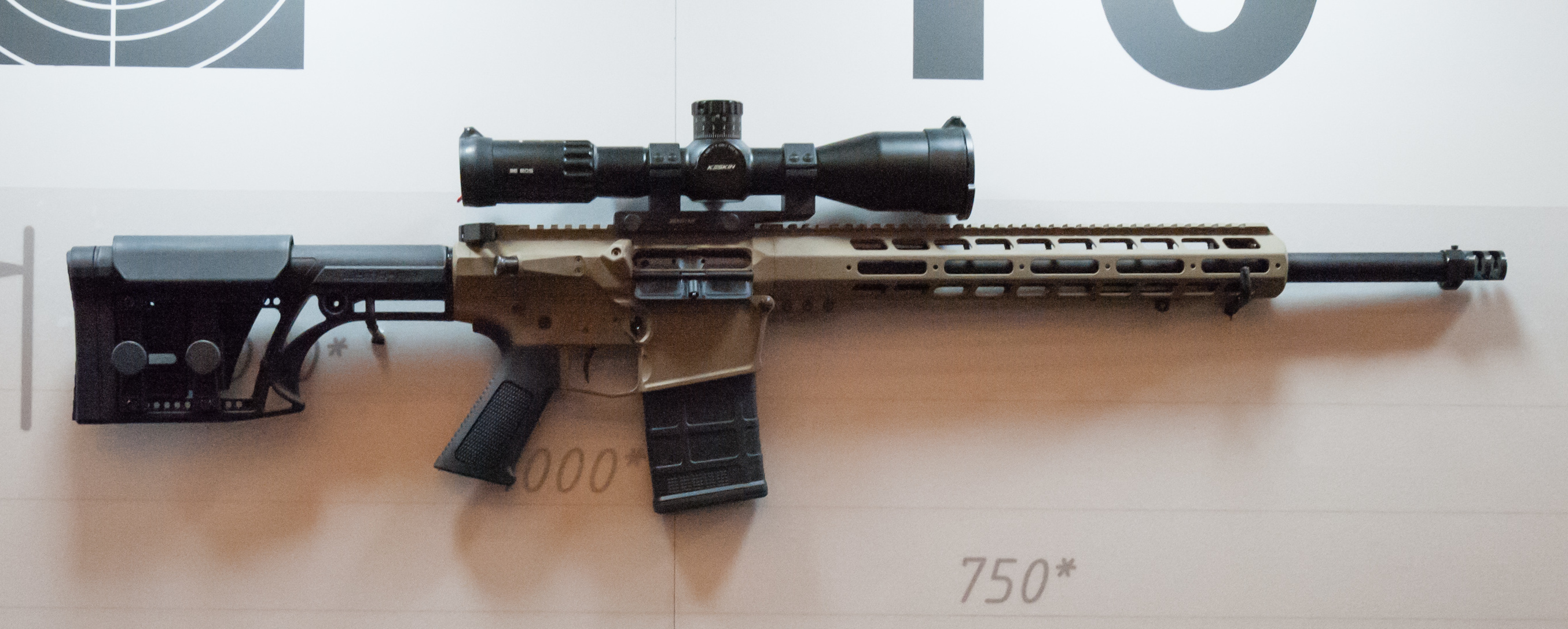
A Zbrojar Z–10 öntöltő puskája

A Zbrojar (ukránul: Зброяр, magyarul: fegyverműves) ukrán fegyvergyár, amely nagypontosságú sport- és vadászfegyverek gyártásával foglalkozik. Napjainkban a legjelentősebb civil lőfegyvereket előállító ukrán cég. A civil fegyverek mellett öntöltő nagypontosságú hadifegyvereket és mesterlövészpuskákat is gyárt.  A cég Kijevben működik.
A céget 2007-ben alapították magánvállalkozásként. Nagypontosságú sport- és vadászfegyverek kis sorozatú gyártására specializálódott. A cég kezdetben a Kijevi Rádiógyár területén, bérelt üzemcsarnokban működött, szerény gépparkkal. A cég első, jelentős sikert elért modellje a Z–008 öntöltő puska volt, melynek továbbfejlesztésével katonai fegyvereket is létrehoztak. 2013-ban a céget átszervezték. Modernizálták a gépparkot és új üzemcsarnokba költözött. A folyamatosan növekvő létszáma napjainkra 100 körülire nőtt.
Fő gyártmányai napjainkban az amerikai AR–10-en alapuló Z–10 és az amerikai AR–15 licence alapján készülő Z–15 öntöltő vadászpuska. A Z–10 katonai változatát UR–10 jelzéssel az ukrán hadsereg speciális erői is használják.

## További információ
- A Zbrojar cég honlapja Archiválva 2017. július 2-i dátummal a Wayback Machine-ben